# GMA Network
GMA Network, Inc., allmänt känd som GMA (en akronym för Global Media Arts), är ett filippinskt medieföretag med huvudkontor i Diliman, Quezon City. Det grundades 1950 av Robert "Uncle Bob" Stewart.
Företaget driver flera radio- och tv-stationer i Filippinerna, inklusive GMA 7, GTV 27, Super Radyo DZBB 594 och Barangay LS 97.1.
GMA är ett av de största massmedieföretagen i Filippinerna, tillsammans med ABS-CBN och TV5.

## TV-kanaler

### Nationell
Nuvarande
- GMA
  - DZBB-TV (Manila)
  - DZEA-TV (Dagupan)
  - D-12-ZB-TV (Batangas)
  - DWAI-TV (Naga)
  - DYXX-TV (Iloilo)
  - DYGM-TV (Bacolod)
  - DYSS-TV (Cebu)
  - DXMJ-TV (Davao)
- GTV
  - DWDB-TV (Manila)
- Heart of Asia
- I Heart Movies

Tidigare
- Channel V Philippines
- Citynet Television
- DepEd TV
- Fox Filipino
- GMA News TV (Filippinerna)
- Hallypop
- Pinoy Hits
- QTV/Q

### Internationell
- GMA Pinoy TV
- GMA Life TV
- GMA News TV

## Radiostationer

### AM (Super Radyo)
- DZBB 594 (Manila)
- DZSD 1548 (Dagupan)
- DYSP 909 (Puerto Princesa)
- DYSI 1323 (Iloilo)
- DYSB 1179 (Bacolod)
- DYSS 999 (Cebu)
- DXRC 1287 (Zamboanga)
- DXGM 1125 (Davao)

### FM (Barangay FM)
- DWLS 97.1 (Manila)
- DWRA 92.7 (Baguio)
- DWTL 93,5 (Dagupan)
- DWWQ 89.3 (Tugegarao)
- DWQL 91.1 (Lucena)
- DYHY 97.5 (Puerto Princesa)
- DWCW 96.3 (Naga)
- DYMK 93.5 (Iloilo)
- DYEN 107.1 (Bacolod)
- DYRT 99,5 (Cebu)
- DXLX 100.7 (Cagayan de Oro)
- DXRV 103.5 (Davao)
- DXCJ 102.3 (General Santos)

## Internet
- GMANetwork.com
- GMA News Online
- GMA On Demand
- Kapuso Stream

## Dotterbolag
- Alta Productions Group, Inc.
- Citynet Network Marketing and Productions, Inc.
- GMA International
- GMA Network Films, Inc. (GMA Pictures)
- GMA New Media, Inc.
  - Digify
  - GMA Affordabox
  - GMA Now
- GMA Worldwide, Inc.
- MediaMerge Corporation
- RGMA Marketing and Productions, Inc.
  - GMA Music
  - GMA Playlist
- Scenarios, Inc.
- Script2010, Inc.

## Divisioner
- GMA Entertainment Group
- GMA Integrated News
- GMA Kapuso Foundation
- GMA Public Affairs
- GMA Radio
- GMA Regional TV
- GMA Sports
- Sparkle GMA Artist Center
- Synergy: A GMA Collaboration